# 春天來臨時
《春天來臨時》（日語：春になったら）是日本女歌手miwa的第5張單曲，於2011年2月23日由Sony Music Records發行。

## 概要
單曲距離前作《遺失的》發行約2個半月，為miwa於2011年發行的第一張單曲。這張單曲的「初回生產限定盤」附送收錄了A面曲《春天來臨時》錄音情況的DVD。
這張單曲首周銷量約1.1萬張，於Oricon公信榜單曲周榜取得第11位。

## 宣傳
《春天來臨時》是NTT DOCOMO「加油考生 '10-'11」的形象歌曲和「進發！新生活」的廣告歌曲。這首歌曾於2011年3月被用作JR原宿站的開車音樂。miwa於2011年2月26日播映的《Music Fair》演唱了《春天來臨時》，另外亦跟菅止戈男合唱了《夜空的彼方》。

## 歌曲
《春天來臨時》既是一首為於春天開展新生活加油的歌曲（日本的開學季節是春天）。音樂網站CD Journal指這首歌為了NTT DOCOMO「考生加油計劃」而寫的歌詞，巧妙地描繪了變成大人這個微妙過程的心情；又讚賞旋律令人心情興奮。另一音樂網站hotexpress指歌詞中「看見你的短訊 便能抖擻精神」、「我的心情 仍未能說出口」等句字說出了學生的苦與樂，又指除了考生能感到有人站在他們這邊外，大人們亦能從這首歌憶起自己的青春時代。
RecoChoku於2012年3月舉辦了「BEST春天歌曲排行榜」（BEST春うたランキング）投票活動，第1位就是《春天來臨時》，評論指歌詞支持迎向期待與不安交雜的新生活的人們，旋律也有春天的感覺，令大部份人都喜歡這首歌。
B面曲《藍天》（青空）翻唱自日本樂團THE BLUE HEARTS的歌曲。這個由miwa演唱的版本被用作2010年上映的電影《五彩繽紛》的片尾曲。此外，這部電影的印象歌曲《為了讓我就是我》同樣是由miwa翻唱的歌曲，原唱者是尾崎豐。這兩首翻唱歌曲曾於2010年8月以付費下載的形式發行。

## 音樂影片
《春天來臨時》的音樂影片（PV）由福居英晃擔任導演。PV分成劇情部份和演奏場景兩個部份，互相穿插。劇情部份分成四個部份，分別是「向喜歡的男生表白」、「女生跟為成績擔憂的朋友一起温習」、「男生告白但被拒絕」和「為考試加油的男生收到來自女生的祝福」。四個部份同時發生於考試季節，每個部份都使用了電話短訊。演奏場景則有兩個，分別為miwa站在被很多學生包圍的小舞台上，以及一個人坐在教室裏彈着結他並演唱歌曲。最後四個部份的主角走到miwa的舞台，兩個部份交滙在一起。
為紀念單曲發行，唱片公司設立了網站，讓人製作自己獨有的音樂影片「DECO MOVIE」。製作時可選擇上述四個劇情片段，輸入自己的名字、對方的名字以及給對方的訊息，然後該訊息就會出現在原版PV電話短訊的部份。影片完成後可於Twitter、Facebook等網站分享。

## 收錄歌曲
| CD   | CD                          | CD   | CD              | CD   |
| 曲序 | 曲目                        | 词曲 | 编曲            | 时长 |
| ---- | --------------------------- | ---- | --------------- | ---- |
| 1.   | 春天來臨時（春になったら）              | miwa | L.O.E           | 4:54 |
| 2.   | 藍天（）                    | miwa | AKIHISA MATZURA | 4:12 |
| 3.   | 春天來臨時 ～instrumental～ | －   | －              |      |

## 註腳
1. ↑  歌詞原文：
2. ↑  歌詞原文：

## 外部連結
- Sony Music（日語）
- 春天來臨時「DECO MOVIE」 （页面存档备份，存于）（日語）